# Nanjo

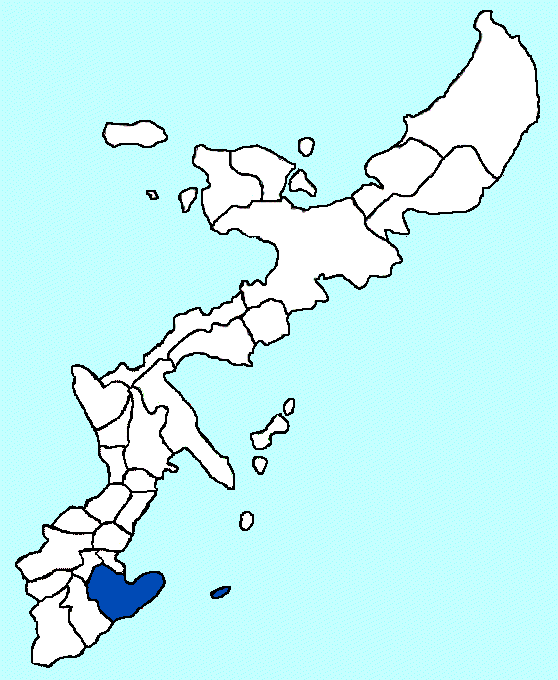
Localização de Nanjō em Okinawa

Nanjō (南城市 -shi) é uma cidade na parte sul de Okinawa, Japão.
Nanjō possui uma área de 49,69 km² e uma população de 40 759, na data de fundação, levando a uma densidade populacional de 820,3 por km².
A cidade foi fundada em 2006 pela fusão da cidade de Sashiki e das vilas de Chinen, Tamagusuku e Ozato, todas no distrito de Shimajiri.
Na tradução literal Nanjō significa algo como "cidade do castelo do sul".

## Geografia
Nanjō é uma cidade localizada na região sul (南部 - Nanbu) da ilha principal de Okinawa. A ilha de Kudaka também faz parde da cidade.

### Distritos
- Chinen (知念)
  - Azama (安座真)
  - Umino (海野)
  - Gushiken (具志堅)
  - Kudaka (久高)
  - Kudeken (久手堅)
  - Kuhara (久原)
  - Shikiya (志喜屋)
  - China (知名)
  - Chinen (知念)
  - Yamazato (山里)
  - Yoshitomi (吉富)
- Ozato (大里) 
  - Furugen (古堅)
  - Inamine (稲嶺)
  - Minei (嶺井)
  - Nakama (仲間))
  - Ozato (大里)
  - Oshiro (大城)
  - Takahira (高平)
- Sashiki (佐敷)
  - Fusozaki (富祖崎)
  - Ibara (伊原)
  - Kaneku (兼久)
  - Nakaiho (仲伊保)
  - Okoku (小谷)
  - Sashiki (佐敷)
  - Shinkai (新開)
  - Shinzato (新里)
  - Tedokon (手登根)
  - Tsuhako (津波古)
  - Yabiku (屋比久)
- Tamagusuku (玉城)
  - Aichi (愛地)
  - Funakosi (船越)
  - Fusato (富里)
  - Horikawa (堀川)
  - Hyakuna (百名)
  - Itokazu (糸数)
  - Kakinohana (垣花)
  - Kibaru (喜良原)
  - Maekawa (前川)
  - Nakayama (中山)
  - Nakandakari (仲村渠)
  - Ou (奥武)
  - Oyakebaru (親慶原)
  - Shikenbaru (志堅原)
  - Tamagusuku (玉城)
  - Tōyama (當山)
  - Yakabu (屋嘉部)

### Municípios vizinhos
- Yonabaru
- Yaese
- Haebaru